# Capela da Granjinha
Capela da Granjinha é uma capela situada na aldeia da Granjinha, freguesia do Vale de Anta, no município de Chaves, distrito de Vila Real, em Portugal.
Ela é a igreja mais antiga da região de Chaves. É uma capela pequena e acanhada, mas muito bonita, toda construída em granito. De estilo românico, merecendo referência a traça simples e sóbria, bem como a porta do templo, na fachada principal.
A Capela da Granjinha está classificada como Imóvel de Interesse Público desde 1971.

## História

### Antecedentes
Nas imediações da pequena aldeia vários vestígios atestam a existência de uma Villa Romana no eixo da estrada romana que ligava Bracara Augusta e Aquae Flaviae. Foram encontrados diversos achados arqueológicos, bases e fustes de colunas, partes de mosaico, inscrições, peças de bronze, uma estátua de mármore e cerâmica. Em sondagens arqueológicas realizadas no interior da capela foram revelados restos de pavimentos em opus signinum, um muro romano de bom aparelho e dois níveis de necrópole medieval.

### A Capela da Granjinha
A ocupação deste local continuou-se pela Alta Idade Média, os séculos obscuros da Reconquista, tendo a construção da capela ocorrido num momento posterior, nos inícios do século XIII, segundo alguns autores, ou nos finais do mesmo século, na opinião de outros.

## Características
Capela de tipologia românica, de planta rectangular com a cabeceira e nave de idêntico comprimento, diferenciando-as internamente o arco triunfal e a menor largura da cabeceira.

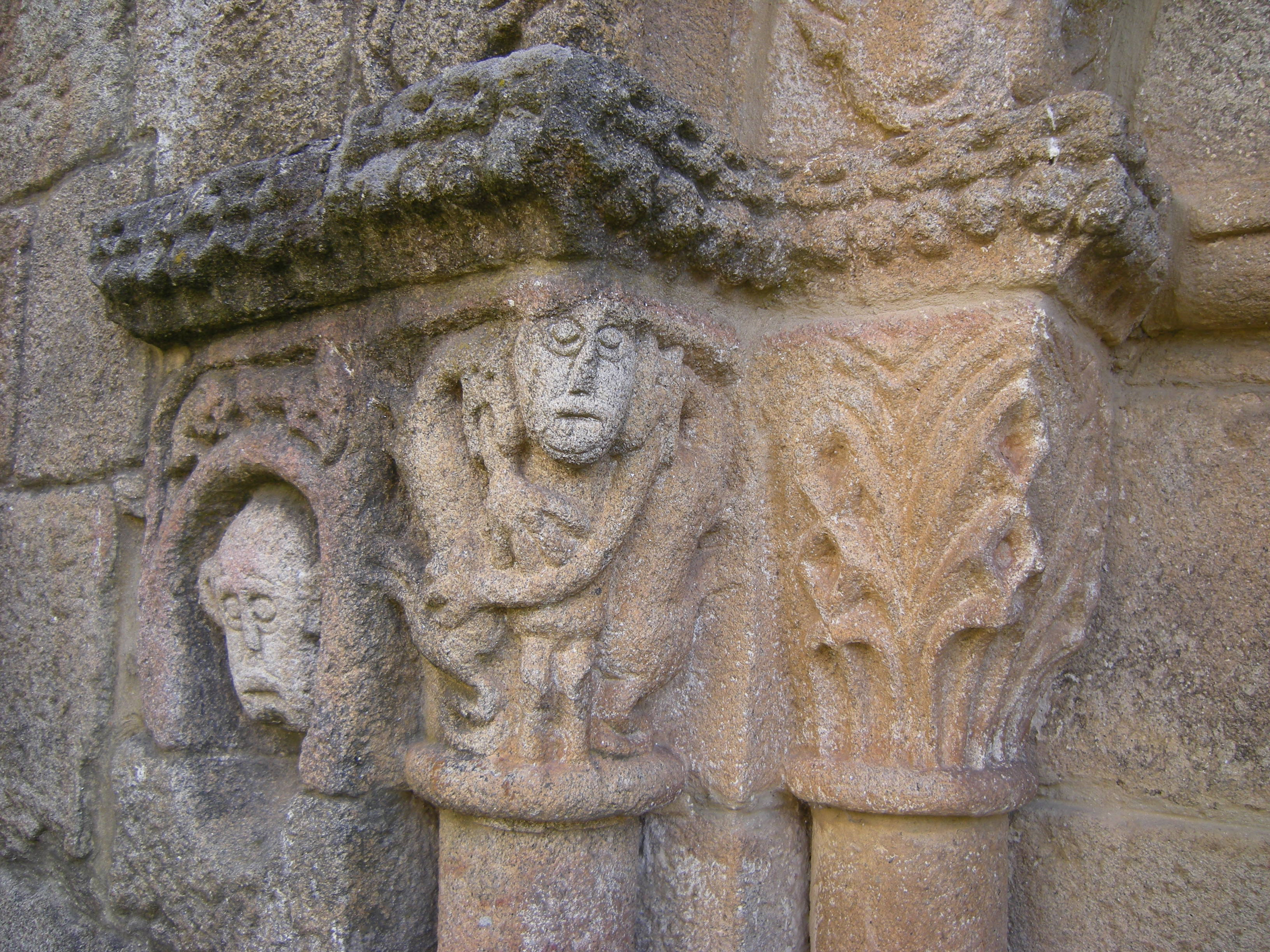
Capitéis norte e nicho com busto humano.
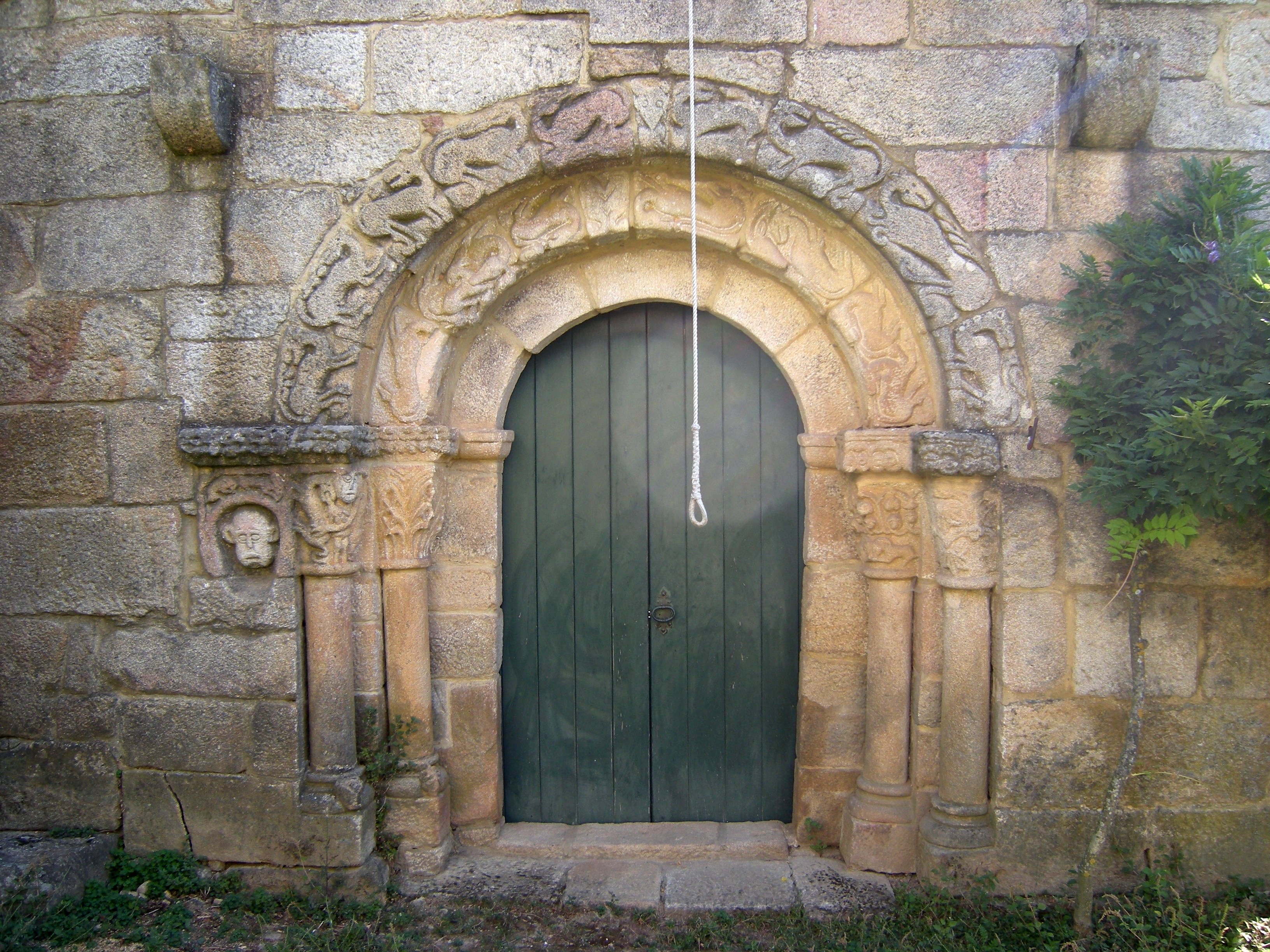
Portal com duas arquivoltas e animais afrontados.
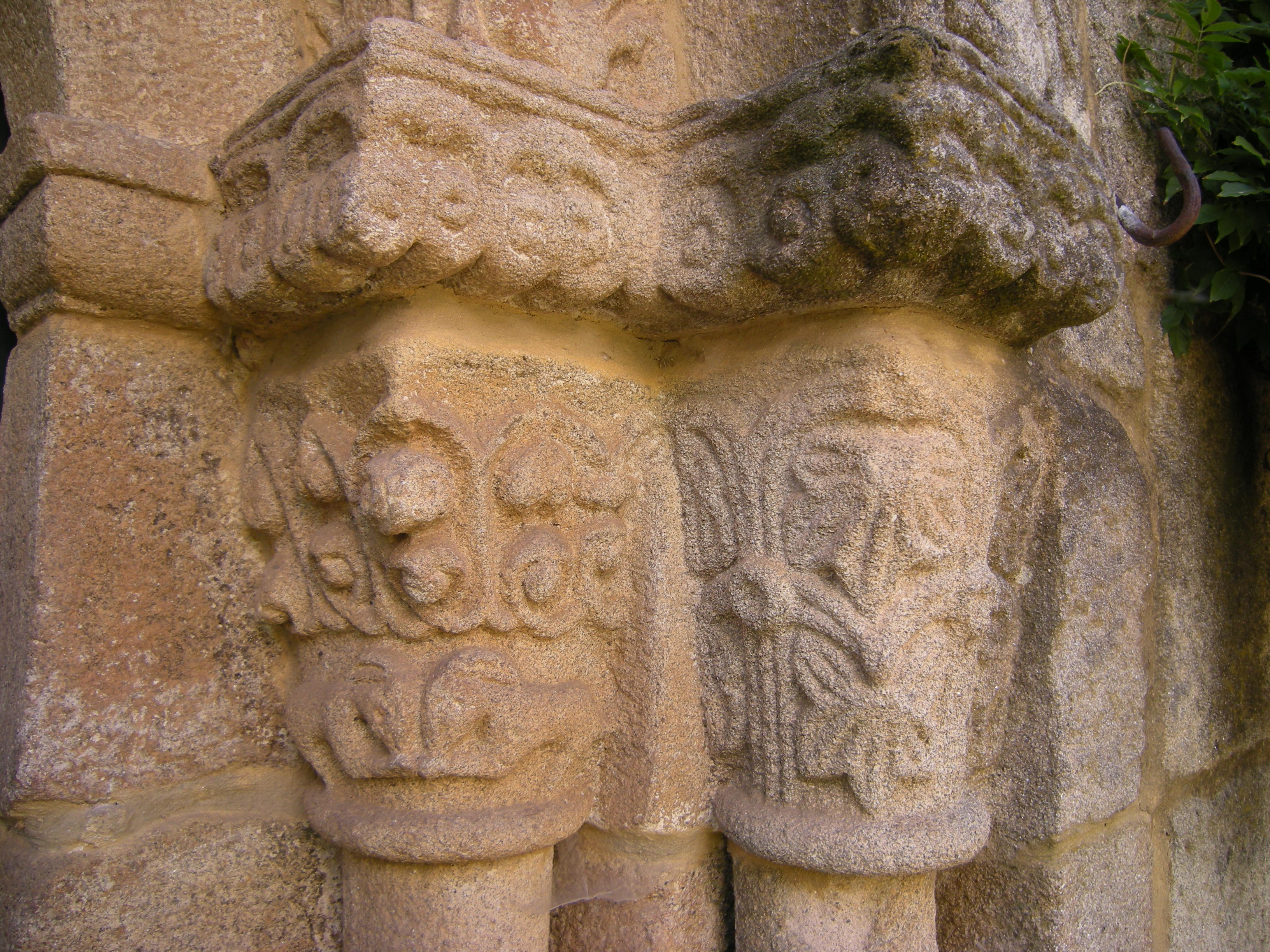
Capitéis sul, decorados com figuras antropomórficas e motivos vegetais.
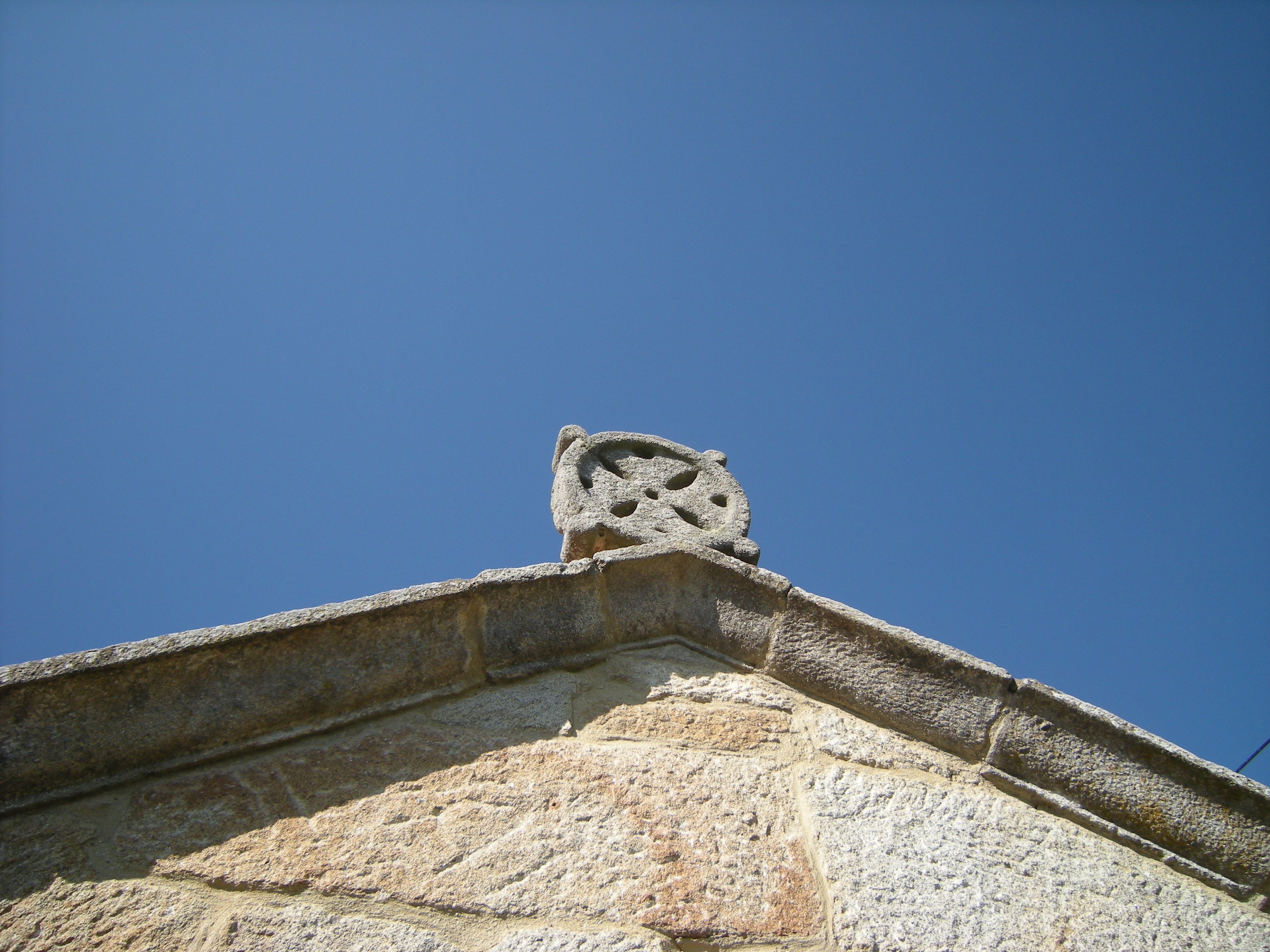
Cruz vazada situada na cabeceira.